# Anax maclachlani
Anax maclachlani là loài chuồn chuồn trong họ Aeshnidae. Loài này được Förster mô tả khoa học đầu tiên năm 1898.